# Рождественское (Колпнянский район)
Рождественское — село в Колпнянском районе Орловской области. Входит в состав Ушаковского сельского поселения. Население — 15 чел. (2010).

## География
Рождественское находится на Среднерусской возвышенности, в юго-восточной части области, в южной части поселения. Уличная сеть не развита.
Климат
Климат умеренно континентальный; средняя температура января −8,5 °C, средняя температура июля +18,5 °C. Среднегодовая температура воздуха составляет +4,6 °C. Годовое количество осадков 500—550 мм, в среднем 515 мм. Количество поступающей солнечной радиации составляет 91-92 ккал/см². По агроклиматическому районированию село Рождественское, также как и весь район, относится к южному с коэффициентом увлажнения 1,2-1,3. Преобладают юго-западные ветры.
Часовой пояс
село Рождественское, как и вся Орловская область, находится в часовой зоне МСК (московское время). Смещение применяемого времени относительно UTC составляет +3:00.

## Население
| 2010 |
| ---- |
| 15   |

Национальный состав
Согласно результатам переписи 2002 года, в национальной структуре населения русские составляли 100 % от общей численности населения в жителей

## Инфраструктура
Жилая зона представлена индивидуальной застройкой усадебного типа. Населенный пункт практически не обеспечен объектами социальной инфраструктуры.

## Достопримечательности
Памятники истории
Братская могила советских воинов, находится на кладбище с. Рождественское. Датировка — 1942—1943 гг. Решение облисп. № 33 от 27.01.1987, регистр. номер 5710785000.
Могила мл. лейтенанта Степанова Ю. Н. 1923—1943 гг. с. Рождественское, на кладбище. Постановление областного совета
№ 11/173-ОС от 19.03.1999 г., регистр. номер 5710786000
Могила советского танкиста с. Рождественское, на кладбище. Датировка — 1943. Постановление областного совета
№ 11/173-ОС от19.03.1999 г., регистр. номе 5710787000

## Транспорт
Автодорога местного значения Ушаково — Рождественское, планируется строительство плотины.
Просёлочные дороги.